# Clima de Curitiba

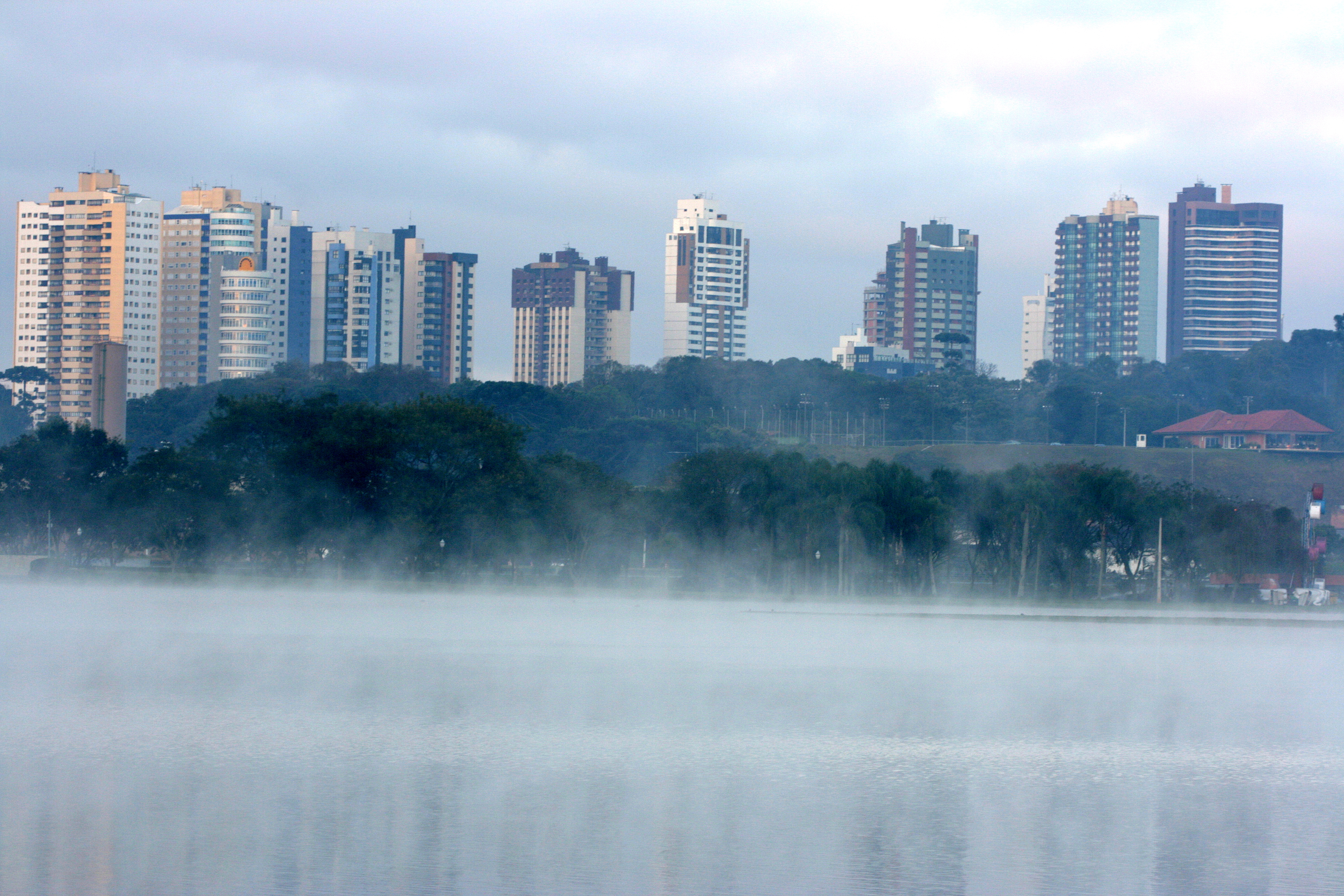
Névoa no Parque Barigui

Curitiba é a capital mais fria do Brasil,, apresentando um clima temperado oceânico (Cfb de acordo com a classificação climática de Köppen-Geiger), com as quatro estações do ano relativamente definidas. A temperatura média anual é de 18 °C. O verão é morno, com precipitação, e o inverno é fresco, com redução moderada da precipitação. Ao longo do ano, normalmente, a temperatura mínima nos meses mais frios é de 9 °C e a temperatura máxima nos meses mais quentes é de 27 °C e raramente são inferiores a 5 °C ou superiores a 30 °C.
Devido à sua geografia, localizada na zona temperada do planeta e, principalmente, significativa altitude (média de 934 metros em relação ao nível do mar), a capital paranaense é bastante suscetível a registrar as mais baixas temperaturas dentre as capitais brasileiras.

## Temperatura
Apesar de situada numa zona temperada, Curitiba também está muito próxima da zona tropical do planeta, o que permite a influência de sistemas meteorológicos de ambas zonas climáticas (por isso a denominação subtropical), favorecendo dias com tempo bastante variável na cidade (em especial no outono e inverno). Durante o inverno, são comuns dias frios, por conta da passagem de massas de ar polar, intercalados por dias de grande amplitude térmica ou quentes, causados pelo avanço da massa de ar seco que instala-se sobre o interior do Brasil nessa época do ano. Durante o verão, a significativa altitude associada às chuvas típicas da época, contribuem para a não elevação em demasia das temperaturas, tanto mínimas quanto máximas. Outono e primavera são estações de transição.
Em alguns anos, a massa de ar seco torna-se mais intensa que o normal, ocasionando fortes ondas de calor durante o final do inverno e/ou início da primavera. Em contrapartida, em alguns anos, massas de ar polar mais intensas que o normal causam fortes ondas de frio — como em 23 de julho de 2013, quando a máxima sequer ultrapassou os 7,1 °C.
Segundo o Instituto Nacional de Meteorologia (INMET), desde 1931 a menor temperatura registrada em Curitiba foi de −5,4 °C em 2 de setembro de 1972, enquanto a maior atingiu 35,5 °C em 2 de outubro de 2020, superando o recorde anterior de 35,2 °C em 17 de novembro de 1985. Este recorde foi batido devido a uma intensa onda de calor que assolou boa parte do Brasil entre o final de setembro e o início de outubro de 2020.  Entretanto, vale ressaltar que o Sistema meteorológico do Paraná (Simepar) registrou 35,9 °C em 30 de janeiro de 2019 e 35,6 °C em 2 de outubro de 2020.
| Dados climatológicos para Curitiba                                                       | Dados climatológicos para Curitiba | Dados climatológicos para Curitiba | Dados climatológicos para Curitiba | Dados climatológicos para Curitiba | Dados climatológicos para Curitiba | Dados climatológicos para Curitiba | Dados climatológicos para Curitiba | Dados climatológicos para Curitiba | Dados climatológicos para Curitiba | Dados climatológicos para Curitiba | Dados climatológicos para Curitiba | Dados climatológicos para Curitiba | Dados climatológicos para Curitiba |
| Mês                                                                                      | Jan                                | Fev                                | Mar                                | Abr                                | Mai                                | Jun                                | Jul                                | Ago                                | Set                                | Out                                | Nov                                | Dez                                | Ano                                |
| ---------------------------------------------------------------------------------------- | ---------------------------------- | ---------------------------------- | ---------------------------------- | ---------------------------------- | ---------------------------------- | ---------------------------------- | ---------------------------------- | ---------------------------------- | ---------------------------------- | ---------------------------------- | ---------------------------------- | ---------------------------------- | ---------------------------------- |
| Temperatura máxima recorde (°C)                                                          | 35,4                               | 34,8                               | 33,9                               | 32,6                               | 30,5                               | 28,2                               | 28,6                               | 31,6                               | 34,2                               | 35,5                               | 35,2                               | 35                                 | 35,5                               |
| Temperatura máxima média (°C)                                                            | 27,1                               | 27,2                               | 26,1                               | 24,4                               | 21,1                               | 20,3                               | 20,1                               | 21,9                               | 22,3                               | 23,7                               | 25                                 | 26,7                               | 23,8                               |
| Temperatura média compensada (°C)                                                        | 21,3                               | 21,4                               | 20,3                               | 18,5                               | 15,5                               | 14,3                               | 13,8                               | 14,9                               | 16                                 | 17,7                               | 18,9                               | 20,7                               | 17,8                               |
| Temperatura mínima média (°C)                                                            | 17,6                               | 17,8                               | 16,8                               | 14,8                               | 11,8                               | 10,3                               | 9,3                                | 10,1                               | 11,9                               | 13,9                               | 15                                 | 16,7                               | 13,8                               |
| Temperatura mínima recorde (°C)                                                          | 8,2                                | 6,8                                | 3,9                                | −4                                 | −2,3                               | −4,4                               | −5,2                               | −5,2                               | −5,4                               | −1,5                               | −0,9                               | 3,6                                | −5,4                               |
| Precipitação (mm)                                                                        | 226,3                              | 188,7                              | 151,3                              | 87,9                               | 95,6                               | 111,6                              | 105,8                              | 81,5                               | 143,3                              | 160,7                              | 125,6                              | 152,4                              | 1 630,7                            |
| Dias com precipitação (≥ 1 mm)                                                           | 15                                 | 13                                 | 12                                 | 7                                  | 8                                  | 7                                  | 7                                  | 6                                  | 9                                  | 11                                 | 10                                 | 12                                 | 117                                |
| Umidade relativa compensada (%)                                                          | 80,6                               | 80,6                               | 81,8                               | 81,3                               | 83,2                               | 82,2                               | 80,2                               | 77,1                               | 79,8                               | 81,4                               | 79,1                               | 78,6                               | 80,5                               |
| Insolação (h)                                                                            | 161,9                              | 150,1                              | 159                                | 161,2                              | 147,1                              | 141,2                              | 165,5                              | 180,4                              | 136,2                              | 135,5                              | 158,9                              | 165,1                              | 1 862,1                            |
| Fonte: INMET (normal climatológica de 1991-2020; recordes de temperatura: 1931-presente) |                                    |                                    |                                    |                                    |                                    |                                    |                                    |                                    |                                    |                                    |                                    |                                    |                                    |

## Precipitações
| Maiores acumulados de precipitação em 24 horas registrados em Curitiba por meses (INMET) | Maiores acumulados de precipitação em 24 horas registrados em Curitiba por meses (INMET) | Maiores acumulados de precipitação em 24 horas registrados em Curitiba por meses (INMET) | Maiores acumulados de precipitação em 24 horas registrados em Curitiba por meses (INMET) | Maiores acumulados de precipitação em 24 horas registrados em Curitiba por meses (INMET) | Maiores acumulados de precipitação em 24 horas registrados em Curitiba por meses (INMET) |
| Mês                                                                                      | Acumulado                                                                                | Data                                                                                     | Mês                                                                                      | Acumulado                                                                                | Data                                                                                     |
| ---------------------------------------------------------------------------------------- | ---------------------------------------------------------------------------------------- | ---------------------------------------------------------------------------------------- | ---------------------------------------------------------------------------------------- | ---------------------------------------------------------------------------------------- | ---------------------------------------------------------------------------------------- |
| Janeiro                                                                                  | 121 mm                                                                                   | 08/01/1995                                                                               | Julho                                                                                    | 93,4 mm                                                                                  | 07/07/2003                                                                               |
| Fevereiro                                                                                | 146,2 mm                                                                                 | 22/02/1999                                                                               | Agosto                                                                                   | 98,4 mm                                                                                  | 01/08/2011                                                                               |
| Março                                                                                    | 103 mm                                                                                   | 05/03/2022                                                                               | Setembro                                                                                 | 93,1 mm                                                                                  | 29/09/1998                                                                               |
| Abril                                                                                    | 102,4 mm                                                                                 | 29/04/1965                                                                               | Outubro                                                                                  | 115,3 mm                                                                                 | 01/10/1937                                                                               |
| Maio                                                                                     | 95,3 mm                                                                                  | 14/05/1993                                                                               | Novembro                                                                                 | 92,2 mm                                                                                  | 27/11/2020                                                                               |
| Junho                                                                                    | 128,2 mm                                                                                 | 21/06/2013                                                                               | Dezembro                                                                                 | 124,5 mm                                                                                 | 17/12/1954                                                                               |
| Período: 1931-presente                                                                   |                                                                                          |                                                                                          |                                                                                          |                                                                                          |                                                                                          |

Em Curitiba, as precipitações são abundantes durante o ano todo, sem a ocorrência de uma estação seca; podendo ocorrer sob a forma de chuva, granizo ou, raramente, neve. Durante as estações mais quentes, geralmente há a ocorrência de chuvas convectivas, ocasionadas pelo calor e alta umidade, e nas estações mais frias, chuvas frontais, ocasionadas pelo encontro de massas de ar antagônicas. O índice pluviométrico é de aproximadamente 1 631 milímetros (mm) anuais, concentrados principalmente no verão.
O maior acumulado de precipitação registrado pelo INMET em 24 horas foi de 146,2 mm em 22 de fevereiro de 1999, seguido por 128,2 mm em 21 de junho de 2013. Outros grandes acumulados iguais ou superiores a 100 mm foram: 124,7 mm em 22 de fevereiro de 2019, 124,5 mm em 17 de dezembro de 1954, 121 mm em 8 de janeiro de 1995, 115,3 mm em 1° de outubro de 1937, 106,8 mm em 5 de junho de 2012, 106,3 mm em 20 de janeiro de 2007, 104,6 mm em 8 de janeiro de 1972, 103 mm em 5 de março de 2022, 102,5 mm em 12 de fevereiro de 1997, 102,4 mm em 29 de abril de 1965, 101,1 mm em 14 de fevereiro de 1954, 100,6 mm em 5 de fevereiro de 1982 e 100,3 mm em 14 de dezembro de 2010. Desde 1961 o maior volume de precipitação registrado em um mês foi de 473,8 mm em janeiro de 1995.
Apesar de sua elevada altitude, em relação as demais capitais brasileiras, a ocorrência de neve e de outras modalidades de precipitações hibernais (como a chuva congelada) é rara. Tal fenômeno é registrado, em média, uma vez a cada dez anos; podendo ocorrer mais de uma década sem seu registro ou mais de um registro em uma mesma década — sendo, portanto, um fenômeno de frequência irregular. O último registro de neve em Curitiba ocorreu em 21 de agosto de 2020, acompanhado de chuva congelada. Outros registros de neve também aconteceram em 1889, 1892, 1912, 1928 (dois dias), 1942, 1957, 1975, 1979 e 2013. Há também registros não oficiais de ocorrência do fenômeno, em fraca intensidade, nos anos de 1955, 1965, 1981 (a mídia impressa local chegou a registrar matéria com foto sobre o fenômeno em alguns pontos da cidade) e em 1988.

## Geadas

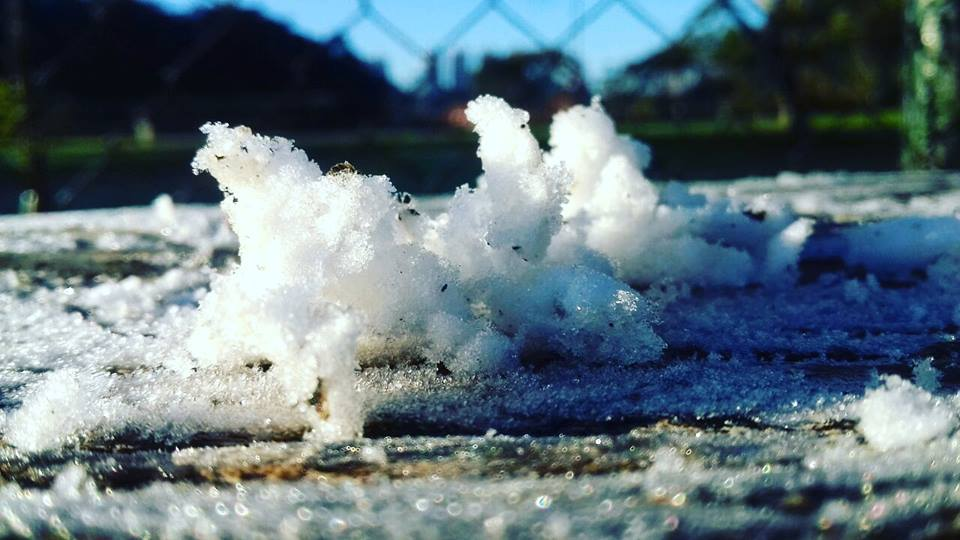
Acúmulo de gelo da segunda geada que ocorreu em Curitiba no ano de 2016

As geadas ocorrem todos os anos nos meses de inverno, variando em seu número; a exemplo de 1995 e 2015, anos com apenas um registro de geada, e de 2000, quando se registraram quatorze geadas na cidade. Tal fenômeno ocorre mais comumente nos meses de junho, julho e agosto, mas podem ocorrer também em abril (1999), maio (1997, 1999 e 2000) e em setembro (2003, 2004 e 2006), podendo ser de fraca ou forte intensidade.
A geada negra (provocada pelo ar extremamente frio e seco, não havendo formação de gelo, mas sendo altamente danosa à vegetação) é rara, mas pode ocorrer — a exemplo da madrugada de 27 de junho de 1994, quando a mínima na cidade, de -0,2 °C, foi suficiente para queimar não só a vegetação rasteira, como também as copas das árvores, conquanto a secura do ar e o vento fraco não houvesse permitido a formação de gelo.